# .bt
.bt е интернет домейн от първо ниво за Бутан. Администрира се от Министерството на комуникациите на Бутан.
Има 84 регистрирани имена на този домейн до 7 ноември 2005 г.